# Ultimae Records
Ultimae Records este o casă de discuri franceză , cu sediul central în orașul Lyon. Compania a fost fondată de către membrii duo-ului francez de muzică ambient Aes Dana; Vincent Villuis și Sunbeam (aka Mahiane), la începutul anului 2000, cu scopul de a crea un portal pentru toți iubitorii genului ambient. La formarea casei de discuri a participat de asemenea Christopher Maze, Alex Ackerman și Charles Farewell. Ultimae produce în principal muzică în genurile trance psihedelic si ambient. 

## Lista de artiști Ultimae Records
Lista de artiști înregistrați în prezent sau anterior la Ultimae Records:
- Aes Dana
- Althey
- Asura
- Aural Planet
- Between Interval
- bOb tracKer
- Carbon Based Lifeforms
- Cell
- CHI-A.D
- Circular (Ambient artists)
- Craig Padilla
- Cygna
- Ghostfriend
- Great Leap Forward (Psybient artist)
- H.U.V.A Network
- Hol Baumann
- Hybrid Leisureland
- I Awake
- Jaia
- James Murray (Ambient artist)
- Khetzal
- Malik Trey
- Mystical Sun
- Puff dragon
- Robert Rich
- Scann-Tec
- Solar Fields
- Subgardens
- Sundial (Ambient Artist)
- Sync24
- Vibrasphere

## Legături externe
- Pagina oficială
- Ultimae Records pe Discogs